# Gibloux (commune)
Pour les articles homonymes, voir Gibloux.
Gibloux (Dzubyà en patois fribourgeois) est une commune suisse du canton de Fribourg, située dans le district de la Sarine.

## Histoire
La commune existe depuis le 1er janvier 2016, date de la fusion des anciennes communes de Corpataux-Magnedens, Farvagny, Le Glèbe, Rossens et Vuisternens-en-Ogoz qui ont accepté de s'unir en votation populaire le 30 novembre 2014.
Le nom Gibloux provient du nom de la chaîne de collines des préalpes fribourgeoises, orientée du sud-ouest au nord-est et située à la frontières des districts de la Glâne, de la Sarine et de la Gruyère, dans le canton de Fribourg. La première mention du Gibloux date de 1141 sous le nom de monte Iubleur. Par la suite, il sera successivement baptisé monte Iublors (en 1143) puis Jublors (en 1239). La chaîne ne subit qu'une faible colonisation humaine et ne connait qu'une exploitation sylvicole.

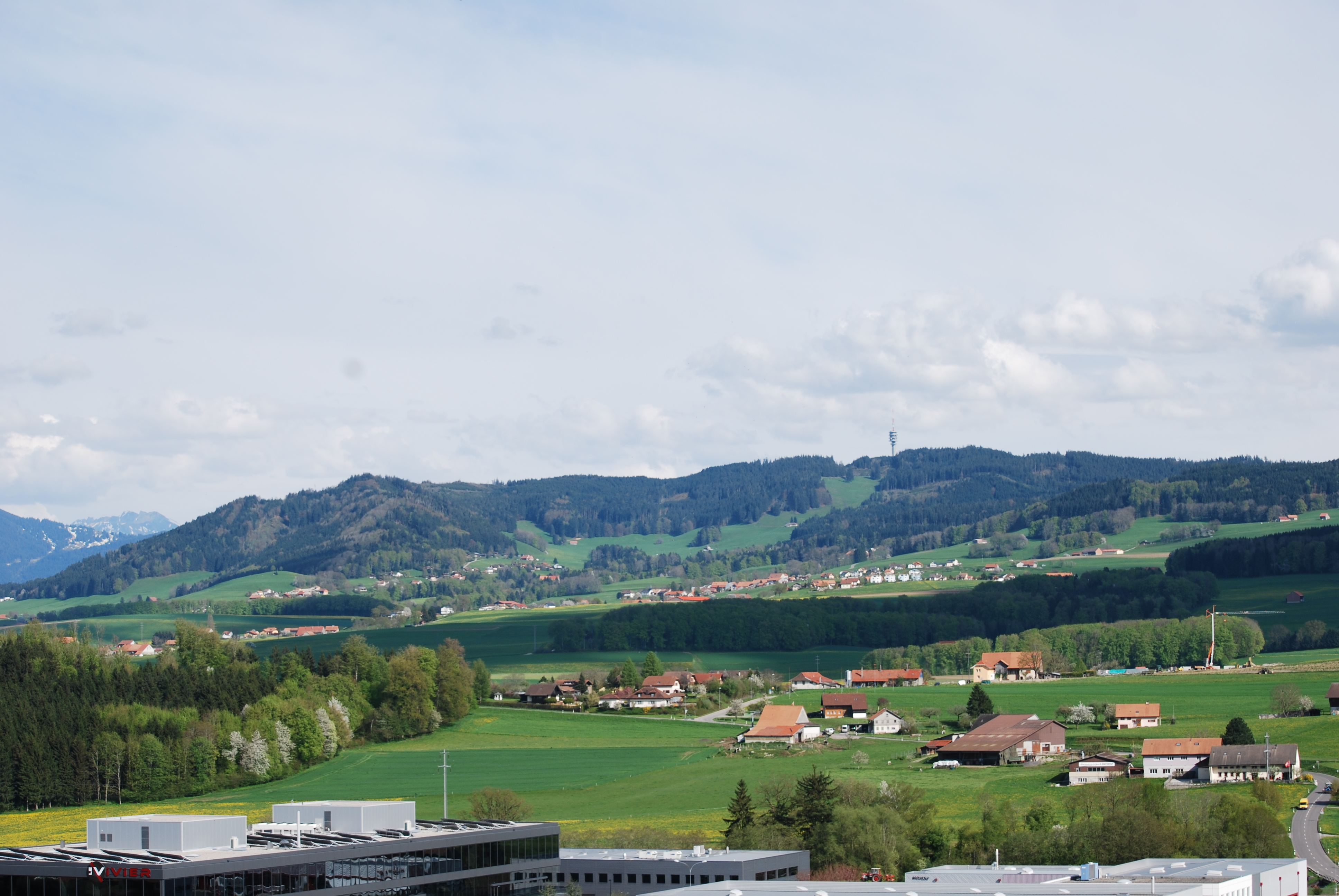
Le Mont-Gibloux qui a donné son nom à la commune

## Géographie
Gibloux est limitrophe des communes d'Autigny, Bois-d'Amont, Cottens, Hauterive, Pont-en-Ogoz, Pont-la-Ville, Sorens, Treyvaux et Villorsonnens.

## Localités
Gibloux comprend les localités suivantes avec leur code postal et leur ancienne commune avant la fusion :
| Localité              | NPA  | Ancienne commune    |
| --------------------- | ---- | ------------------- |
| Corpataux             | 1727 | Corpataux-Magnedens |
| Estavayer-le-Gibloux  | 1695 | Le Glèbe            |
| Farvagny-le-Grand     | 1726 | Farvagny            |
| Farvagny-le-Petit     | 1726 | Farvagny            |
| Grenilles             | 1726 | Farvagny            |
| Illens                | 1728 | Rossens             |
| Magnedens             | 1727 | Corpataux-Magnedens |
| Posat                 | 1726 | Farvagny            |
| Rossens               | 1728 | Rossens             |
| Rueyres-Saint-Laurent | 1695 | Le Glèbe            |
| Villarlod             | 1695 | Le Glèbe            |
| Villarsel-le-Gibloux  | 1695 | Le Glèbe            |
| Vuisternens-en-Ogoz   | 1696 | Vuisternens-en-Ogoz |

La commune comprend également le hameau de La Tuffière qui faisait partie de l'ancienne commune de Corpataux.

## Politique
Le Conseil communal de Gibloux, pouvoir exécutif, compte neuf membres élus pour cinq ans. Le syndic est élu au par les membres du conseil communal. 
Le Conseil général, pouvoir législatif, est composé de 50 membres. Il remplace les assemblées communales des cinq anciennes communes. Durant les deux premières législatures (2016-2021/2021-2026), les membres des deux Conseils sont élus par cercles électoraux qui correspondent aux cinq anciennes communes. La présidence et la vice-présidence sont élues par les membres du Conseil général pour une période d'une année non renouvelable. Un bureau constitué de cinq scrutateurs, de la présidence et de la vice-présidence fixe le calendrier annuel des séances, ainsi que leur ordre du jour. 

## Héraldique
De gueules à la bande d'or chargée d'un lion passant d'azur langué de gueules, accostée d'une croix de Malte étroite d'argent.
Le lion d'azur, hérité des seigneurs de Pont, est repris des blasons des anciennes communes d'Estavayer-le-Gibloux, Farvagny-le-Petit, Posat, Rossens et Vuisternens-en-Ogoz. La croix de Malte est reprise du blason de l'ancienne commune de Magnedens.

## Patrimoine bâti
La commune abrite plusieurs églises et chapelles :
- L'église Saint-Jean-Baptiste de Corpataux (Route du Centre 75), de style néo-gothique, construite en 1905
- L'église Saint-Clément d'Estavayer-le-Gibloux (Rue de l'Église 20), de style baroque, construite en 1847
- L'église Saint-Vincent de Farvagny-le-Grand (Place de l'Église 1), de style néo-gothique, construite en 1892
- L'église Saint-Joseph de Rossens (Route du Barrage 67)
- L'église Saint-Michel de Villarlod (Rue Saint-Michel 1), construite en 1910
- L'église Saint-Jean de Vuisternens-en-Ogoz (Chemin de l'École 2), construite en 1836
- La chapelle Notre-Dame de Montban de Farvagny-le-Grand (Impasse de la Chapelle 1), construite en 1727

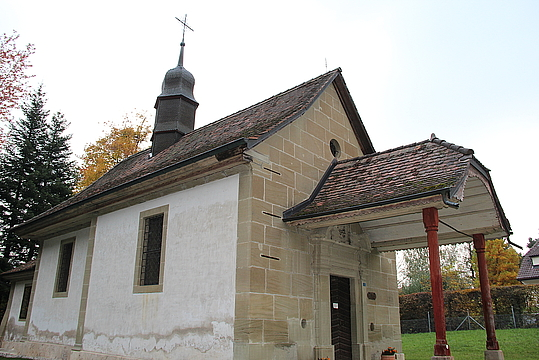
La chapelle Notre-Dame de Montban de Farvagny-le-Grand

- La chapelle Saint-Claude de Farvagny-le-Petit (Route Saint-Claude 33a), construite en 1709
- La chapelle Notre-Dame des Anges de Farvagny-le-Petit (Contramont 34a)
- La chapelle Notre-Dame de Posat (Chemin de la Glâne 10a), construite en 1695
- La chapelle Saint-Laurent de Rueyres-Saint-Laurent (Chemin de la Chapelle 7), construite aux XIIe et XIIIe siècles
- La chapelle Notre-Dame de la Salette de Vuisternens-en-Ogoz (Route de la Vuisterna 99), construite en 1949